# 爪哇鳞始蕨
爪哇鳞始蕨（学名：Lindsaea javanensis）也称三角叶陵齿蕨、长柄陵齿蕨、云南陵齿蕨，为鳞始蕨科鳞始蕨属下的一个种。